# 82092 Kalocsa
82092 Kalocsa è un asteroide della fascia principale. Scoperto nel 2001, presenta un'orbita caratterizzata da un semiasse maggiore pari a 2,4219128 UA e da un'eccentricità di 0,1706814, inclinata di 2,48333° rispetto all'eclittica.
L'asteroide è dedicato all'omonima località ungherese.